# Catedral de Nuestra Señora de la Asunción (Lescar)

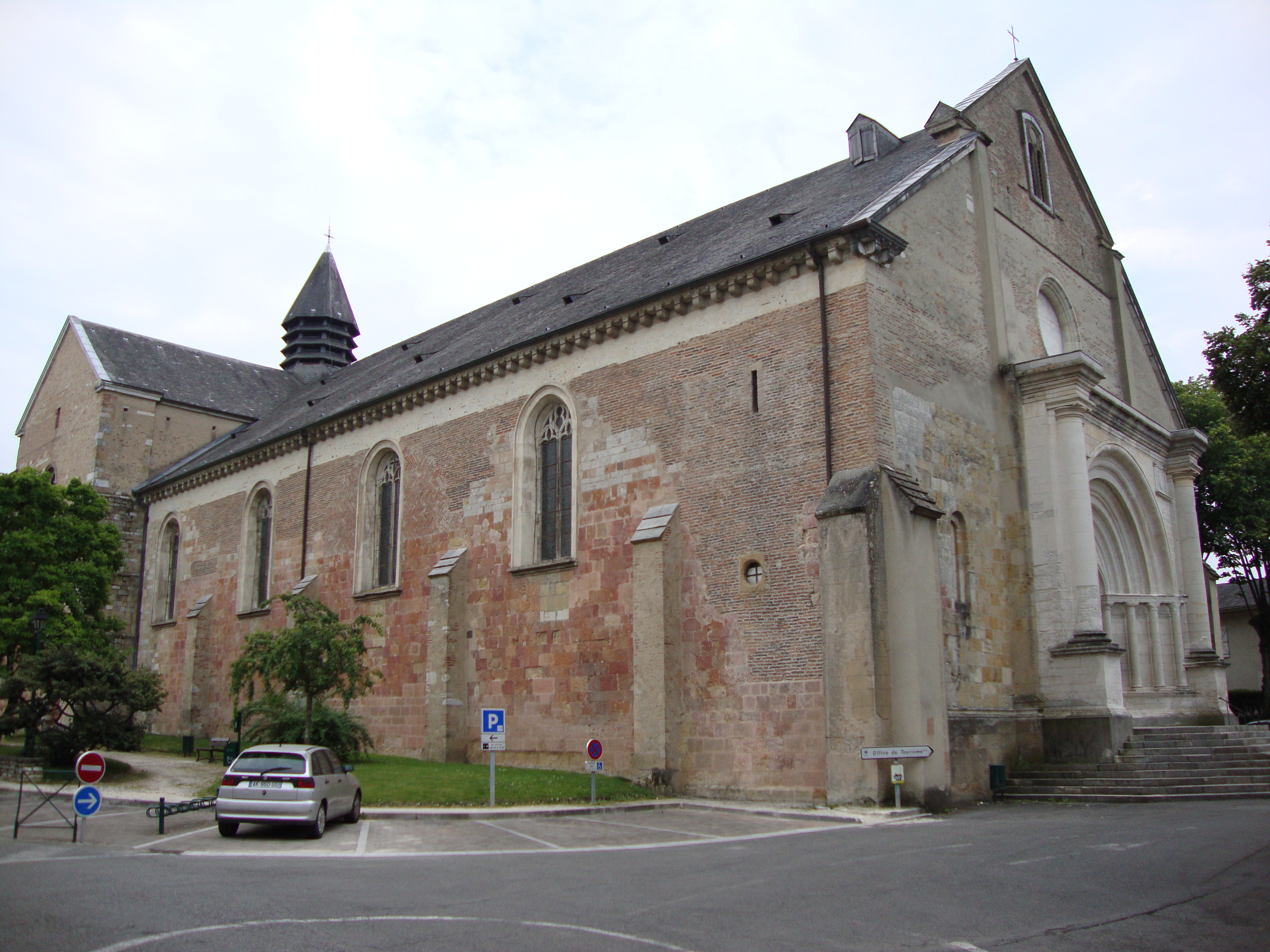
Otra vista del templo

La antigua catedral de Nuestra Señora de la Asunción o simplemente catedral de Lescar (en francés: Cathédrale Notre-Dame-de-l'Assomption de Lescar) es una iglesia católica situada en la ciudad de Lescar, al sur de Francia. Es un monumento nacional de ese país.
Era antes la sede de la diócesis de Lescar, suprimida bajo el Concordato de 1801 y dividida entre las diócesis de Agen y Bayona.
El edificio se empezó a construir en 1120 por orden del obispo Guy de Lons, y fue saqueado por los protestantes durante el reinado de Juana de Albret. Fue restaurada en los siglos XVII y XVIII. El ábside, que alberga un mosaico de pavimento del siglo XII con escenas de caza, es de estilo románico. En el interior, las columnas tienen capiteles que representan historias de la vida de Daniel, del nacimiento de Cristo y del Sacrificio de Isaac.

## Tumbas reales
Desde finales del siglo XV la catedral fue utilizada como lugar de sepultura de la familia real de Navarra. Francisco Febo fue enterrado aquí en 1483, seguido por Catalina de Navarra, su consorte Juan de Albret y varios de sus hijos, entre ellos Enrique II de Navarra y su esposa Margarita de Angulema, abuelos del rey Enrique IV de Francia.
De los monumentos funerarios ordenados por Enrique II, sometidos al vandalismo iconoclasta por los protestantes y al colapso de la bóveda del santuario en 1599, no queda nada. Las excavaciones arqueológicas entre 1928 y 1929 tuvieron éxito sin embargo en redescubrir la cripta real y los restos de sus ocupantes.

El templo está protegido como Monumento histórico de Francia desde 1840.

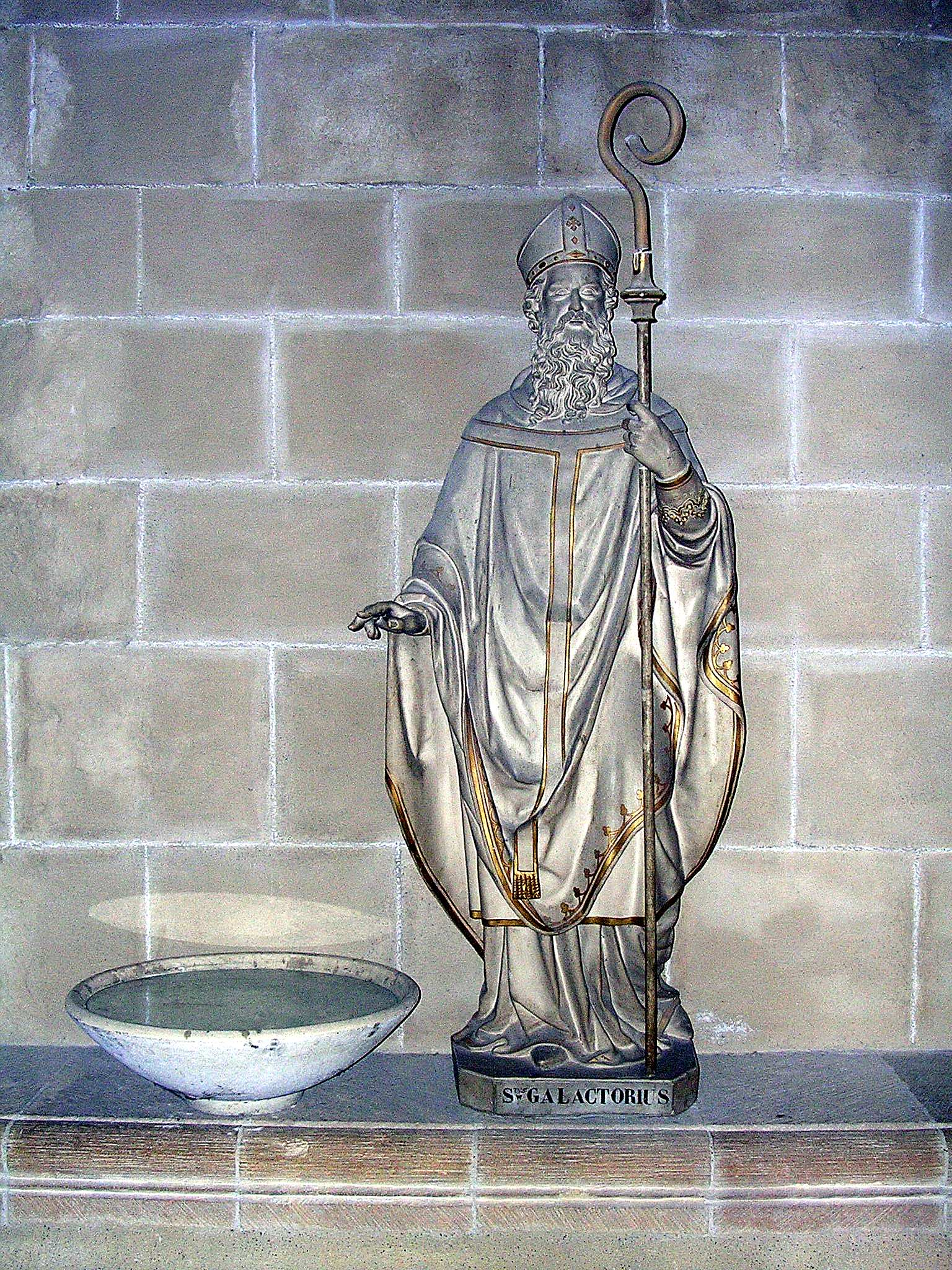
Estatua de San Galactorio en la antigua catedral de Lescar
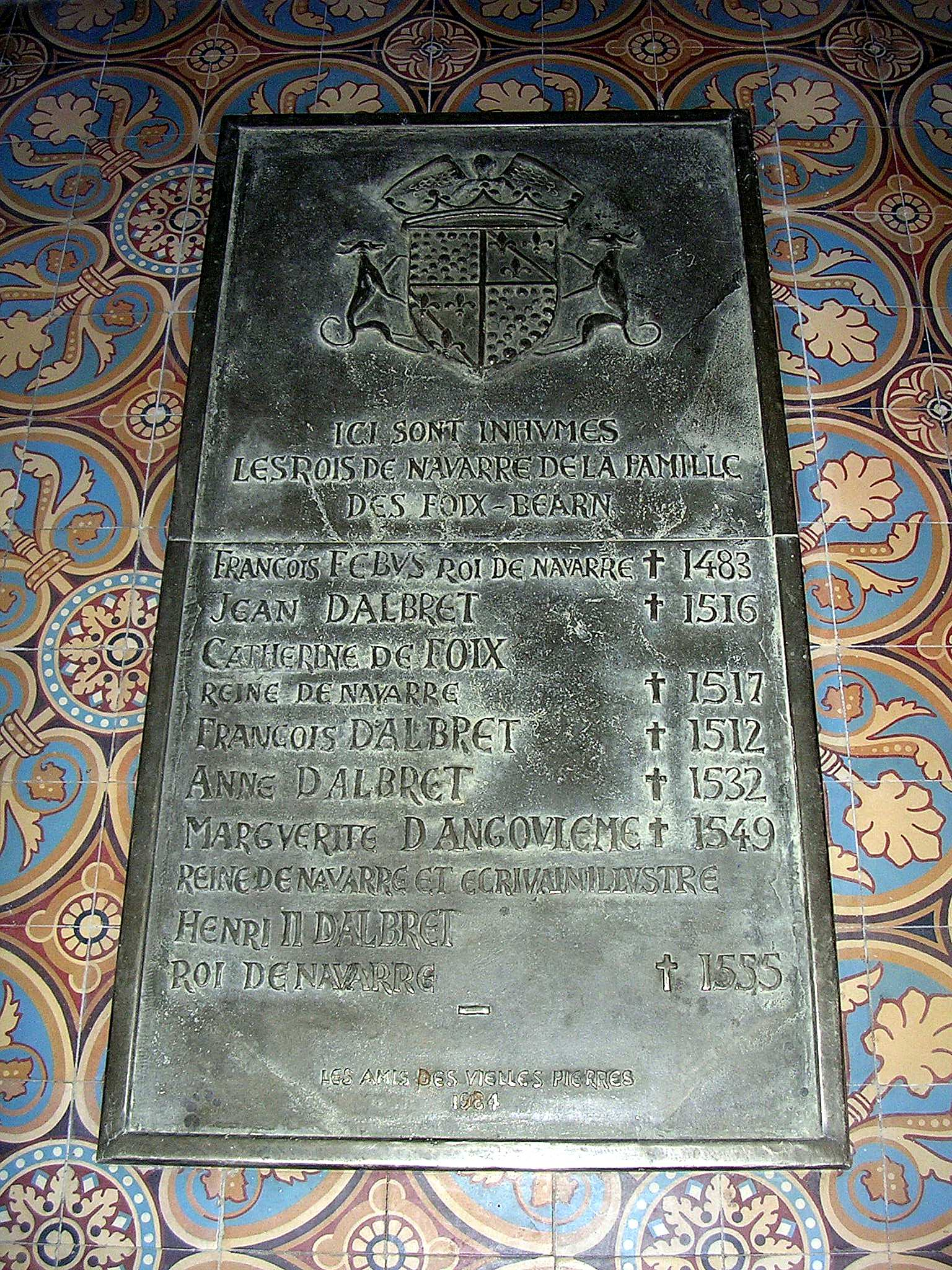
Tumba de los reyes de Navarra en la catedral de Lescar
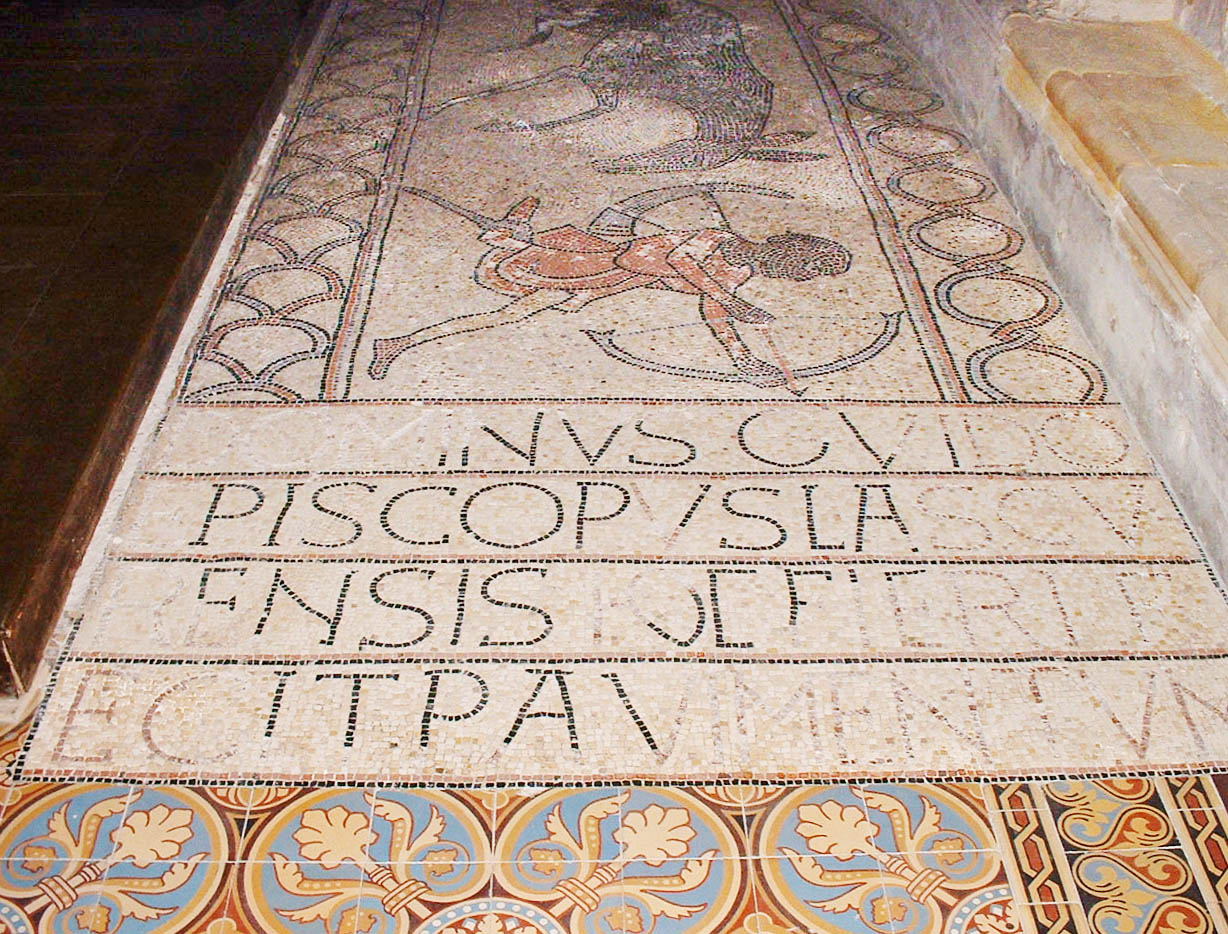
Mosaicos del siglo XII de la catedral de Lescar